# 小笠真紀
小笠 真紀（おがさ まき、1982年10月26日 - ）は日本のミュージカル講師、元ミュージカル俳優。元劇団四季所属。熊本県出身。劇団四季を中心に数々の舞台のメインキャストを務めた。大ヒットミュージカル【WICKED】では2006年ユニバーサルスタジオジャパン盤日本初演グリンダを務め
その後、劇団四季盤ではネッサローズを演じた。

## 来歴
7歳の時【コーラスライン】を観劇し、ミュージカル俳優になることを決意。７歳からタカコバレエスタジオにてバレエを始め、高校卒業後の2001年4月に舞台芸術学院ミュージカル科に入学し、2003年3月に成績優秀賞（野尻賞）受賞卒業。学生時代の同期には田中彰孝などがいる。
卒業後、山口琇也氏が音楽監督を務める舞台（ニューヨーク/ロサンジェルス / サンフランシスコ/ベトナム）で舞台経験を積む。
その他、ミュージカル座などにも客演。
フジテレビ主催「ブロードウェイ・ガラコンサート」国際フォーラムの次世代スター発掘プロジェクトのファイナリスト。

後に、ユニバーサル・スタジオ・ジャパン、2006年に開業したウィケッドの第1期日本初演グリンダ役として外部出演。その後、劇団四季オーディションに合格し、劇団四季へ入団。
ライオンキングアンサンブル役で四季の初舞台出演を果たした。その後、東京初演ウィキッド、東京初演アイーダなどにメインキャストとして出演。
東京初演時「アイーダ」ではネヘブカ役も演じた。
「ユタと不思議な仲間たち」モンゼ役。
「キャッツ」ではジェミマを演じた。
2013年に退団。退団後は俳優を引退し、2013年5月にプライベートサロンKoteeを代官山で開業して経営。
ヨガインストラクターとして活動後、
ワタナベエンターテインメントの講師を務めるなど、若手の育成にも力を入れている。
かぷりっちょ劇団四季や東宝ミュージカル俳優メンバーによる出張コンサート団体を設立。
幼稚園・保育園・高齢者施設などで全国へ出張コンサートを行っている。
ファミリーコンサート等の歌のおねえさんとしても活動。
主な出演作品は
- 本田美奈子主演「ひめゆり」（ルリ）
- 有吉佐和子「山彦ものがたり」
- 横山由和演出「母さん」初演キャスト　節（チャカ）役
- ライオンキング（アンサンブル）
- ユタと不思議な仲間たち（モンゼ）
- ウィキッド（ネッサローズ）
- キャッツ（ジェミマ）
- アイーダ（ネヘプカ）

など